# Patrick d'Udekem d'Acoz
 (juin 2013).
Si vous disposez d'ouvrages ou d'articles de référence ou si vous connaissez des sites web de qualité traitant du thème abordé ici, merci de compléter l'article en donnant les références utiles à sa vérifiabilité et en les liant à la section « Notes et références ».
Pour les autres membres de la famille, voir Famille d'Udekem.
Le comte Patrick d'Udekem d'Acoz, né le 28 avril 1936 à Uccle et mort le 25 septembre 2008 à Ottignies-Louvain-la-Neuve, est un aristocrate, homme d'affaires et homme politique belge.
Originaire de Poperinge en Flandre-Occidentale, il est le troisième fils de Charles d'Udekem d'Acoz, baron d'Udekem d'Acoz, et de la baronne d'Udekem d'Acoz, née Suzanne van Outryve d’Ydewalle (nl). Il épouse la comtesse Anne Komorowska (issue par sa mère de l'illustre famille princière polonaise Sapieha) et est le père de cinq enfants, parmi lesquels Mathilde d'Udekem d'Acoz, l'épouse du roi Philippe de Belgique. Il habitait au château de Losange situé dans le village de Villers-la-Bonne-Eau, près de la frontière avec le grand-duché de Luxembourg.

## Biographie
Au début des années 1960, il a fait construire le plus beau et le plus populaire « dancing » de la Province de Luxembourg, appelé le "Los Angeles" à 5 km de Bastogne. Il était connu par les Bastognards comme étant le « baron de Losange » (en fait il était « écuyer » selon l'acte de mariage de Philippe et Mathilde). Il a fait le bonheur de milliers de jeunes « yéyés » de l'époque en invitant des groupes très connus comme les Spotnicks, les Surfs et des chanteurs comme Salvatore Adamo et Dick Rivers. 
Patrick d'Udekem d'Acoz a fait de la politique au sein du parti réformateur libéral (PRL) : il a été le dernier bourgmestre de Villers-la-Bonne-Eau jusqu'à la fusion des communes en 1977, puis conseiller communal de Bastogne et conseiller provincial de la province du Luxembourg.
En 1999, Patrick d'Udekem d'Acoz devient un personnage public à la suite du mariage de sa fille avec le prince héritier Philippe de Belgique et est titré comte par arrêté royal d'Albert II de Belgique du 8 novembre 1999, entrant en vigueur le 4 décembre 1999,.
Dans la décennie suivante, le comte Patrick d'Udekem d'Acoz se retrouve régulièrement dans la presse pour sa mésentente et ses procès avec son frère Henri, ancien bourgmestre de Poperinge.
Il meurt le 25 septembre 2008 au centre neurologique William Lennox à Ottignies. Ses funérailles ont lieu à Bastogne en présence de la famille royale belge, de plusieurs membres de la famille grand-ducale luxembourgeoise (le prince Guillaume et ses sœurs les princesses Margaretha et Marie-Astrid), du président du Sénat Armand De Decker et du couturier Édouard Vermeulen.

## Mariage et descendance
Patrick d'Udekem d'Acoz se marie avec la comtesse Anna Maria Komorowska (né à Białogard le 23 septembre 1946) le 1er septembre 1971 à Forville, civilement, et religieusement à Hannut le 11 septembre 1971. Elle est la fille du comte Leon Michal Komorowski (1907-1992) et de la princesse Zofia Sapieha, et cousine éloignée du président polonais Bronisław Komorowski. 
Le couple a eu cinq enfants :
- Comtesse Mathilde d'Udekem d'Acoz (née le 20 janvier 1973), duchesse de Brabant (4 décembre 1999), puis reine des Belges (21 juillet 2013), à la suite de son mariage avec le prince Philippe de Belgique, duc de Brabant puis roi des Belges. Ils ont cinq enfants : princesse Élisabeth de Belgique, duchesse de Brabant, prince Gabriel, prince Emmanuel et princesse Éléonore ;
- Demoiselle[5],[6] Marie-Alix d'Udekem d'Acoz (née le 5 septembre 1974 - morte le 14 août 1997) ;
- Comtesse Élisabeth d'Udekem d'Acoz (née le 17 janvier 1977), épouse le 22 juin 2006 le marquis Alfonso Pallavicini (né en 1964). Ils ont quatre enfants : Olympia, Adalberto, Constance et Annabelle ;
- Comtesse Hélène d'Udekem d'Acoz (née le 22 septembre 1979), comédienne sous le nom d'« Hélène d'Udekem »[7], épouse le 11 juin 2011 le baron Nicolas Janssen  (né en 1974) (fils du baron Daniel Janssen). Ils ont une fille : Cordélia ;
- Comte Charles-Henri d'Udekem d'Acoz (né le 14 mai 1985), avocat au barreau de Bruxelles et spécialisé en droit immobilier et droit rural, épouse le 3 septembre 2022 Caroline Philippe[8], impact investing manager (gestionnaire en investissement à impact social) dans un cabinet de conseil en investissement éthique[8].

## Devise
Sa devise est Bello et Jure Senesco.